# Bakići (Olovo)
Pour les articles homonymes, voir Bakići.
Bakići (en cyrillique : Бакићи) est un village de Bosnie-Herzégovine. Il est situé dans la municipalité d'Olovo, dans le canton de Zenica-Doboj et dans la fédération de Bosnie-et-Herzégovine. Selon les premiers résultats du recensement bosnien de 2013, il compte 351 habitants.

## Histoire
Sur le territoire du village se trouve le site historique de Bakići Donji qui abrite en tout 69 stećci (un type particulier de tombes médiévales), les vestiges de l'église Saint-Roch et 59 nişans (stèles ottomanes) ; cet ensemble est inscrit sur la liste des monuments nationaux de Bosnie-Herzégovine.

## Démographie

### Évolution historique de la population
| 1948 | 1953 | 1961 | 1971 | 1981 | 1991 | 2013 |
| ---- | ---- | ---- | ---- | ---- | ---- | ---- |
| -    | -    | 289  | 337  | 391  | 441  | 351  |

|  |